# Льон і коноплі
«Льон і коноплі» — радянський український науково-популярний журнал, орган Наркомзему УРСР, Всесоюзного науково-дослідного інституту коноплярського господарства та Поліської дослідної станції. 

## Історія та зміст
Заснований у Києві у 1935 році, видавав Держсільгоспвидав. Спочатку випускали один раз на два місяці (6 разів на рік). Теми — льонарство, конплярство в УРСР.
У 1936 році — вийшли 2 номери (за жовтень і грудень), у 1937 — 6 номерів, у 1938 — 3 номери. 
У 1938 після виходу останнього номеру об'єднаний з журналами «Буряківництво», «Бавовництво і нові технічні культури» у журнал «Технічні культури».